# Morena (politieke partij)
Morena is een Mexicaanse politieke partij, als zodanig erkend door het Federaal Electoraal Instituut sinds 9 juli 2014. Tijdens de presidentsverkiezingen in 2018 verkreeg Morena 44% van de stemmen en werd daarmee de grootste partij. In 2024 bleef Morena met ruim 45% van de stemmen de grootste partij van Mexico.

## Geschiedenis

### Van protestbeweging tot politieke partij
De Movimiento de Regeneración Nacional (Beweging voor nationale regeneratie), afgekort als Morena, heeft zijn oorsprong in de protestbeweging na de algemene verkiezingen van 2006 waarvan de uitslag werd aangevochten door López Obrador. Een aantal jaren later, tijdens zijn campagne voor de verkiezingen in Mexico van 2012, reconstrueerde Lopez Obrador deze beweging en vormde het tot een breed draagvlak van politieke partijen en sociale organisaties. Op 2 oktober 2011 werd de organisatie opgericht als vereniging. Lopez Obrador verloor ook de verkiezingen van 2012, stapte uit de PRD en veranderde Morena van een vereniging in een politieke partij.
Het eerste Nationale Congres van Morena werd gehouden op 20 november 2012 met afgevaardigden uit alle 32 deelstaten van het land. Zij benoemden 300 leden van de partijraad. De raad nam statuten en een actieplan aan. Andrés Manuel López Obrador werd gekozen tot voorzitter van de nationale raad en Martí Batres werd voorzitter van het Comité Ejecutivo (dagelijks bestuur).
Op 26 januari 2014 registreerde Morena haar Nationale Constitutieve Vergadering bij het Federaal Electoraal Instituut, conform de eisen van de wet, en diende het formele verzoek in om erkend te worden als nationale politieke partij met als naam Morena. Dit is geen afkorting meer maar een woord dat in Mexico de associatie oproept met Onze-Lieve-Vrouw van Guadalupe, die in de volksmond la Virgen Morena (de donkere maagd) genoemd wordt.
De Algemene Raad van het IFE keurde op 9 juli 2014 unaniem de registratie van Morena als politieke partij goed. Andrés Manuel López Obrador sprak zijn trots uit over zijn bijdrage aan de oprichting van deze nieuwe politieke organisatie. De eerste verkiezingscyclus waaraan de partij deelnam was die van 2015.

### Federale verkiezingen van 2015
Bij de federale verkiezingen van 2015 behaalde Morena iets meer dan 8% van de stemmen en werd de vierde partij van het land. Ze behaalde 35 afgevaardigden voor de periode vanaf 2015 plus 15 vanaf 2018. Daarnaast werden 18 kiesdistricten van Mexico-Stad gewonnen, waardoor Morena de grootste partij werd in de Wetgevende assamblee van het Federaal District voor dezelfde periode.

### Federale verkiezingen van 2018
De kandidaat van Morena bij de verkiezingen van 2018 voor het presidentschap was Andrés Manuel López Obrador, oprichter van de partij en tweevoudig presidentskandidaat voor de PRD. López Obrador lanceerde het verkiezingsprogramma "Alternatief Project voor de Natie 2018-2024". De partij ging een coalitie aan met de Partij van de Arbeid en de Partido Encuentro Social (Partij van de Sociale Ontmoeting). Andrés Manuel López Obrador was de kandidaat van de coalitie en behaalde 53% van de stemmen. De coalitie behaalde een meerderheid in beide kamers van het Congres van de Unie. In het 64e congres (2018-2021) had Morena 252 van de 500 afgevaardigden en 61 van de 128 senatoren. In juni 2020 leverde Morena de gouverneurs van Baja California, Chiapas, Puebla, Tabasco en Veracruz, evenals het hoofd van de regering van Mexico-Stad .

### Federale verkiezingen van 2024

#### De enquête van de kroonkurken
Op 11 juni 2023 besliste het partijcongres dat de kandidaat van Morena voor de presidentsverkiezingen van 2024 bepaald zou worden door een enquête. Dit proces wordt de enquête van de corcholatas (kroonkurken) genoemd. Deze naam is een referentie naar de traditie uit de tijd van de PRI waarin de presidentskandidaat van de regeringspartij werd aangewezen in plaats van verkozen. Het moment van onthulling werd el destape, de ontkurking, genoemd.  
Marcelo Ebrard trad per 12 juni 2023 af als Minister van Buitenlandse Zaken om deel te kunnen nemen. Ook Ricardo Monreal, voorzitter van de senaat, Claudia Sheinbaum, regeringsleider van Mexico-Stad, en Adán Augusto López, Minister van Binnenlandse Zaken, legden hun functies neer en namen deel aan het interne verkiezingsproces. 
Morena ging een coalitie aan met de Groene Ecologische Partij van Mexico (PVEM) en de Partij van de Arbeid (PT). De kandidaten Manuel Velasco Coello van Partido Verde en Gerardo Fernández Noroña van de Partido del Trabajo namen ook deel aan de interne coalitieverkiezing. Op 6 september 2023 werd bekendgemaakt dat Claudia Sheinbaum de enquete won en presidentskandidaat van de drie coalitiepartners werd.

## Verkiezingsresultaten

### President
| Verkiezingsjaar | Kandidaat                           | Kandidaat                   | Stemmen    | Stemmen    | % van de stemmers | Plaats |
| --------------- | ----------------------------------- | --------------------------- | ---------- | ---------- | ----------------- | ------ |
| 2018            |                                     | Andrés Manuel López Obrador | Morena     | 25.186.577 | 44.49%            | 1e     |
| 2018            | Coalitie Junto Haremos Historia     | Andrés Manuel López Obrador | 30.113.483 | 53.19%     |                   | 1e     |
| 2024            |                                     | Claudia Sheinbaum Pardo     | Morena     | 27.364.649 | 45.52%            | 1e     |
| 2024            | Coalitie Seguimos Haciendo Historia | Claudia Sheinbaum Pardo     | 35.924.519 | 59.76%     |                   | 1e     |

### Kamer van Afgevaardigden
| Verkiezingsjaar | Aantal stemmen | % van de stemmers | Aantal behaalde zetels |
| --------------- | -------------- | ----------------- | ---------------------- |
| 2015            | 3.346.303      | 8.4%              | 35 / 500               |
| 2018            | 20.790.623     | 37.26%            | 191 / 500              |
| 2021            | 16.759.917     | 34.09%            | 198 / 500              |
| 2024            | 24.286.317     | 40.84%            | 236 / 500              |

### Senaat
| Verkiezingsjaar | Aantal stemmen | % van de stemmers | Aantal behaalde zetels |
| --------------- | -------------- | ----------------- | ---------------------- |
| 2018            | 21.256.238     | 37.51%            | 55 / 128               |
| 2024            | 24.484.943     | 42.48%            | 60 / 128               |

### Gouverneurs van deelstaten
| Deelstaat           | Verkiezing | Kandidaat                     | Stemmen   | % van de stemmers | Periode   |
| ------------------- | ---------- | ----------------------------- | --------- | ----------------- | --------- |
| Baja California     | 2019       | Jaime Bonilla Valdez          | 382.308   | 50.3%             | 2019-2021 |
| Baja California     | 2021       | Marina del Pilar Avila Olmeda | 542.135   | 48.5%             | 2021-2027 |
| Baja California Sur | 2021       | Victor Manuel Castro Cosio    | 125.736   | 45.30%            | 2021-2027 |
| Campeche            | 2021       | Layda Sansores                | 142.352   | 33.87%            | 2021-2027 |
| Chiapas             | 2018       | Rutilio Escandón Cadenas      | 922.111   | 39.0%             | 2018-2024 |
| Colima              | 2021       | Indira Vizcaíno Silva         | 99.465    | 33.39%            | 2021-2027 |
| Guerrero            | 2021       | Evelyn Salgado Pineda         | 643.814   | 43.45%            | 2021-2027 |
| Hidalgo             | 2022       | Julio Menchaca Salazar        | 658.562   | 61.68%            | 2022-2028 |
| Mexico-Stad         | 2018       | Claudia Sheinbaum Pardo       | 2.537.454 | 47.0%             | 2018-2024 |
| Michoacan           | 2021       | Alfredo Ramirez Bedolla       | 730.836   | 41.76%            | 2021-2027 |
| Nayarit             | 2021       | Miguel Angel Navarro Quintero | 234.742   | 49.29%            | 2021-2027 |
| Oaxaca              | 2022       | Salomón Jara Cruz             | 696.488   | 60.57%            | 2022-2028 |
| Puebla              | 2019       | Miguel Barbosa Huerta         | 682.137   | 44.6%             | 2019-2024 |
| Quintana Roo        | 2022       | Mara Lezama                   | 309.931   | 57.06%            | 2022-2028 |
| Sinaloa             | 2021       | Rubén Rocha Moya              | 624.225   | 56.60%            | 2021-2027 |
| Sonora              | 2021       | Alfonso Durazo Montaño        | 496.651   | 51.81%            | 2021-2027 |
| Tabasco             | 2018       | Adán Augusto López Hernández  | 601.987   | 61,1%             | 2018-2024 |
| Tamaulipas          | 2022       | Américo Villarreal Anaya      | 731.383   | 50.27%            | 2022-2028 |
| Tlaxcala            | 2021       | Lorena Cuéllar Cisneros       | 305.468   | 48.66%            | 2021-2027 |
| Veracruz            | 2018       | Cuitláhuac García Jiménez     | 1.667.239 | 44.0%             | 2018-2024 |